# هرثا ماركس أيرتون
فيبي سارة هرثا أيرتون (بالإنجليزية:  Phoebe Sarah Hertha Ayrton)‏، و. 28 أبريل 1854 - ت. 23 أغسطس 1923) مهندسة إنجليزية، وعالمة رياضيات، ومخترعة. منحتها مؤسسة المهندسين الكهربائيين ميدالية هيوز لعملها في الأقواس والتموجات في الرمال والماء.

## النشأة والتعليم
ولدت هرثا أريتون باسم فيبي سارة ماركس في 6 شارع كوين، بورتسي، في هامبشاير، إنجلترا في 28 أبريل 1854، وكانت ابنة للخياطة أليس ثيرسا، وصانع الساعات والمجوهرات ليفي ماركس.
في سن التاسعة، دعتها عماتها اللائي أدرن مدرسة في شمال غرب لندن للعيش مع أبناء عمومتها والتعلم معهم. وعبر أبناء عمومتها، تعرفت على الرياضيات والعلوم، وببلوغها سن السادسة عشر، أصبحت مربية. والتحقت بكلية جرتون، كامبردج حيث درست الرياضيات، وعلمها ريتشارد جلزبروك. وفي تقديمها طلب الالتحاق، دعمتها ماري آن إيفانس، التي كانت تعمل في ذلك الوقت على روايتها دانيل ديروندا.
يقال أن شخصية منة وهي واحدة من الشخصيات اليهودية في الرواية، مأخوذة أساسًا من أيرتون. أثناء إقامتها في كامبردج، صنعت أيرتون جهازًا لقياس نبضات الوريد (مسجل نبضات)، وقادت أسرة الكورال، وأسست وحدة إطفاء، كما أسست مع شارلوت سكوت ناديًا للرياضيات. في 1880، اجتازت أرتون ترايبوس الرياضيات، لكنها لم تمنح درجة، لأنه في ذلك الوقت، كانت كامبردج تمنح شهادات فقط للنساء، وليس درجات. وأنهت بنجاح اختبارًا خارجيًا ونالت بكالريوس العلوم من جامعة لندن في 1881.

## العمل في الرياضيات والهندسة

### مهارات واختراعات
بعد عودتها إلى لندن، جنت أيرتون المال من التدريس والعمل بالتطريز، أدارت ناديًا للفتيات العاملات، واعتنت بأختها العاطلة. واستخدمت مهاراتها الرياضية عمليًا، حيث درَّست في مدرسة نتونج هل وإيلنج، وكانت نشطة في إيجاد وحل مسائل رياضية، الكثير منها نشر في «مسائل رياضية وحلولها» في تايمز التعليمية. في 1884، سجلت أيرتون براءة اختراع لمقسم خطوط، وهي أداة رسم هندسي لتقسيم الخطوط إلى أي عدد من الأجزاء المتساوية ولتصغير وتكبير الأشكال.
كان مقسم الخطوط أول اختراعاتها الكبرى، وكان الفنانون هم مستخدموه الرئيسيون، إذ كان مفيدًا في تصغير وتكبير الأشكال، كان أيضًا مفيدًا للمعماريين والمهندسين. دعمت كل من لايدي جولدسمد والناشطة النسوية باربارا بوديكون تقديم براءة اختراع أيرتون، وقدما لها المال الكافي لاستخراج براءات الاختراع؛ وعُرضت اختراعاتها في معرض صناعات النساء وجذبت اهتمامًا صحفيًا كبيرًا.
كرمت أيرتون باربارا بوديكون بتسمية طفلتها الأولى، المولودة في 1886، باسم باربارا بوديكون أيرتون (1886 - 1950). براءة اختراع أيرتون في 1884 كانت الأولى من بين عدة براءات اختراع، فمن 1884 حتى وفاتها، سجلت أيرتون 26 براءة اختراع: 5 منها في المقسمات الرياضية، 13 حول مصابيح القوس الكهربي والأقطاب الكهربية، والبقية حول دفع الهواء. مثلت براءات الاختراع ادعاءً قانونيًا واضحًا للملكية الفكرية، وهو ما كان مهمًا على نحو خاص بالنسبة لامرأة متزوجة من عالم أكثر شهرة.

### محطات هامة في مسيرتها العلمية
- في 1884 بدأت أيرتون حضور فصول مسائية عن الكهرباء في كلية فيشبري التقنية، كان مقدم هذه الفصول البروفسور ويليام إدروارد أيرتون، وهو رائد في الهندسة الكهربائية وتعليم الفيزياء وزميل الجمعية الملكية. في 6 مايو 1885، تزوجت معلمها السابق، ومنذ ذلك الحين، أخذت تساعده في تجاربه في الفيزياء والكهرباء.[6] وبدأت تحقيقها الخاص في خواص القوس الكهربي.[7]
- في نهايات القرن التاسع عشر، كانت الإضاءة المعتمدة على القوس الكهربي واسعة الاستخدام في الإضاءة العامة. لكن ميل القوس الكهربي للتردد، بمعنى عدم ثبات ضوئه، وكذلك صوته كانا مشكلة كبيرة.في 1895، نشرت هرثا أيرتون سلسلة من المقالات في مجلة الكهربائي، موضحة أن هاتين الظاهرتين هما نتيجة اتصال الأكسجين مع القضبان الكربونية المستخدمة لإنتاج القوس.
- في 1899، كانت أول امرأة تقرأ بحثها الخاص أمام أعضاء مؤسسة المهندسين الكهربائيين. بعد ذلك بوقت قصير، انتخبت لتكون أول أعضاء المؤسسة من الإناث، وظلت العضوة الوحيدة فيها حتى 1958. وكانت أيرتون أول امرأة تنال جائزة من المؤسسة، ميدالية هيوز، التي منحتها المؤسسة لها في 1906 تكريمًا لبحثها في حركة التموجات في الرمال والماء وعملها في مجال القوس الكهربي.
- في أواخر القرن التاسع عشر، نال عمل هرثا المتعلق بالهندسة الكهربائية المزيد من الاعتراف، محليًا ودوليًا. في المؤتمر الدولي للنساء الذي عقد في لندن في 1899، ترأست هرثا قسم علم الفيزياء.[10] تحدثت هرثا أيضًا في المؤتمر الدولي للكهرباء الذي عقد في باريس عام 1900. نجاحها هناك دفع الجمعية البريطانية لتقدم العلوم إلى السماح للنساء بالخدمة في اللجان العامة والفرعية.
- في 1902، نشرت أيرتون القوس الكهربائي، وهو ملخص لبحثها وعملها على القوس الكهربائي، مع أصول من مقالاتها المبكرة التي نشرت في مجلة الكهربائي بين 1895 و1896. وبهذا المنشور، بدأت مساهمات هرثا في مجال الهندسة الكهربائية تتعزز. ومع ذلك، ابتداءً، لم تتلق الجمعية الملكية الأكثر تقليدية أعمال هرثا على نحو يليق، إلا أن المهندس الكهربائي الشهير جون بري رشح هرثا لصفة الزمالة للجمعية الملكية،[6] إلا أن طلبها رفضه مجلس الجمعية الملكية، الذي صرح بأن النساء المتزوجات لا تحق لهم الزمالة.

## الحياة اللاحقة والأبحاث
مع ذلك، وفي 1904، قدمت هرثا للجمعية الملكية بحثها حول حركة التموجات في الرمال والماء. قدمت هرثا أبحاثًا حول الموضوع للجمعية الملكية مرة أخرى في 1908 و1911؛ قدمت أيضًا نتائج أبحاثها أمام جمهور في الاتحاد البريطاني والجمعية الفيزيائية. ألهم اهتمام هرثا بدوامات الماء والهواء مروحة أيرتون، أو فلابر، التي استخدمت في خنادق الحرب العالمية الأولى لتبديد الغازات السامة. قاتلت هرثا من أجل قبول هذه المراوح ونظمت إنتاجها، واستخدم منها 100,000 وحدة في الجبهة الغربية.
ساعدت هرثا أيرتون في تأسيس الاتحاد الدولي لنساء الجامعات في 1919، والاتحاد الوطني للعمال العلميين في 1920.
توفيت جراء تسمم في الدم (ناتج عن عضة حشرة) في 26 أغسطس 1923 في نيو كوتدج، نورث لانسنج، في ساسكس. في 2007، كُشف عن لوحة زرقاء لتكريم أيرتون في مربع نورفولك 41 في بادنجتون.

## الحياة الشخصية
كانت هرثا لاأدرية، لكنها أبقت على علاقات وثيقة بالمجتمع اليهودي. في فترة مراهقتها، تبنت اسم «هرثا» الذي كان اسم البطلة في قصيدة للشاعرة سونبرن تنتقد الديانات المنظمة.

## منشورات مختارة
- The Mechanism of the Electric Arc, Philosophical Transactions of the Royal Society of London. Series A, Containing Papers of a Mathematical or Physical Character, Vol. 199, (1902), pp. 299–336.

- On the Non-Periodic or Residual Motion of Water Moving in Stationary Waves, roceedings of the Royal Society of London. Series A, Containing Papers of a Mathematical and Physical Character, Vol. 80, No. 538 (Apr. 6, 1908), pp. 252–260

- The Origin and Growth of Ripple-Mark, Proceedings of the Royal Society of London. Series A, Containing Papers of a Mathematical and Physical Character, Vol. 84, No. 571 (Oct. 21, 1910), pp. 285–310

## روابط خارجية
- هرثا ماركس أيرتون على موقع الموسوعة البريطانية (الإنجليزية)
- هرثا ماركس أيرتون على موقع إن إن دي بي (الإنجليزية)